# إتسكو هوندا
إتسكو هوندا (半田 悦子) (10 مايو 1965 في شيزوكا في اليابان – )؛ هي لاعبة كرة قدم كانت تلعب كلاعب وسط. ولعبت مع منتخب اليابان لكرة القدم للسيدات.

## وصلات خارجية
- إتسكو هوندا على موقع الاتحاد الدولي (مؤرشف)  (الإنجليزية)
- إتسكو هوندا على موقع قاعدة بيانات كرة القدم.إي يو (الإنجليزية)
- إتسكو هوندا على موقع Soccerway.com (الإنجليزية)
- إتسكو هوندا على موقع عالم كرة القدم.نت (الإنجليزية)
- إتسكو هوندا على موقع اللجنة الأولمبية الدولية (الإنجليزية)
- إتسكو هوندا على موقع أوليمبيديا (الإنجليزية)